# 13 Lichte Brigade
13 Lichte Brigade, ehemals 13 Gemechaniseerde Brigade (13 Mechbrig), ist eine Kampfbrigade innerhalb der niederländischen Landstreitkräfte. Der Hauptstandort der Brigade ist die Generaal Majoor de Ruyter van Steveninck-Kaserne in Oirschot (Gemeinde Oirschot).
Mit rund 3000 Angehörigen ist die Brigade (Stand 2019) einer der drei größten Arbeitgeber im Süden der Niederlande.

## Geschichte
Am 1. September 1946 wurde die Eerste Divisie „7 December” aufgestellt. Diese war für den Einsatz im ehemaligen Niederländisch-Ostindien vorgesehen. Eines der Elemente dieser Division war die 3. Infanterie-Brigade. Diese 3. Infanterie-Brigade wurde im Jahr 1950 zur 13. Brigade umbenannt und als Mechanisierte Infanterie entsprechend ausgerüstet. Die 13. Brigade wurde dann der Vierde divisie zugeteilt, die entlang der Kalten-Krieg-Frontlinien in Norddeutschland stationiert war. 1970 fand eine Umstrukturierung statt, bei der die 13. Brigade erneut Teil der Eerste Divisie „7 December” wurde. In den frühen 1990er Jahren wandelte die niederländische Armee die Brigade zu einer voll mechanisierten Brigade um. Nach der Jahrtausendwende wurden die Schützenpanzer-CV90 der Brigade durch gepanzerte Radfahrzeuge Bushmaster und Geländefahrzeuge Mercedes Benz 280G CDI ersetzt. Zusätzlich erhielt die Brigade Radpanzer des Typs GTK Boxer und Fennek-Spähwagen. Ende 2014 wurde die Brigade in 13 Lichte Brigade („13. Leichte Brigade“) umbenannt.
2016 wurde an der Niederländischen Verteidigungsakademie in Breda eine Absichtserklärung unterzeichnet, um die bestehende Zusammenarbeit der 13 Lichte Brigade mit der Belgischen Mittleren Brigade und mit der Luxemburger Armee auszubauen. Ziel der Partnerschaft wurde es, die militärische Effektivität zu erhöhen und Kosten zu senken.
Am 30. März 2023 wurde die 13 Lichte Brigade der 10. Panzerdivision der Bundeswehr unterstellt. Die Brigade stellt Austauschoffiziere für den Stab der 10. Panzerdivision, die Bundeswehr ihrerseits für den Stab der 13 Lichte Brigade. Damit sind seit 2014 alle drei Kampfbrigaden der Koninklijke Landmacht, neben der 13 Lichte Brigade auch die 11 Luchtmobiele Brigade und die 43 Gemechaniseerde Brigade, Divisionen des Heeres der Bundeswehr unterstellt worden. Durch diesen Austausch, der 1995 mit der Aufstellung des I. Deutsch-Niederländischen Corps begann, sollen Abläufe, Schulungen und Übungen noch enger aufeinander abgestimmt werden. Deutschland und die Niederlande unterzeichneten außerdem eine Absichtserklärung zur schrittweisen Integration des Seebataillons der deutschen Marine in die niederländische Marine.

## Gliederung

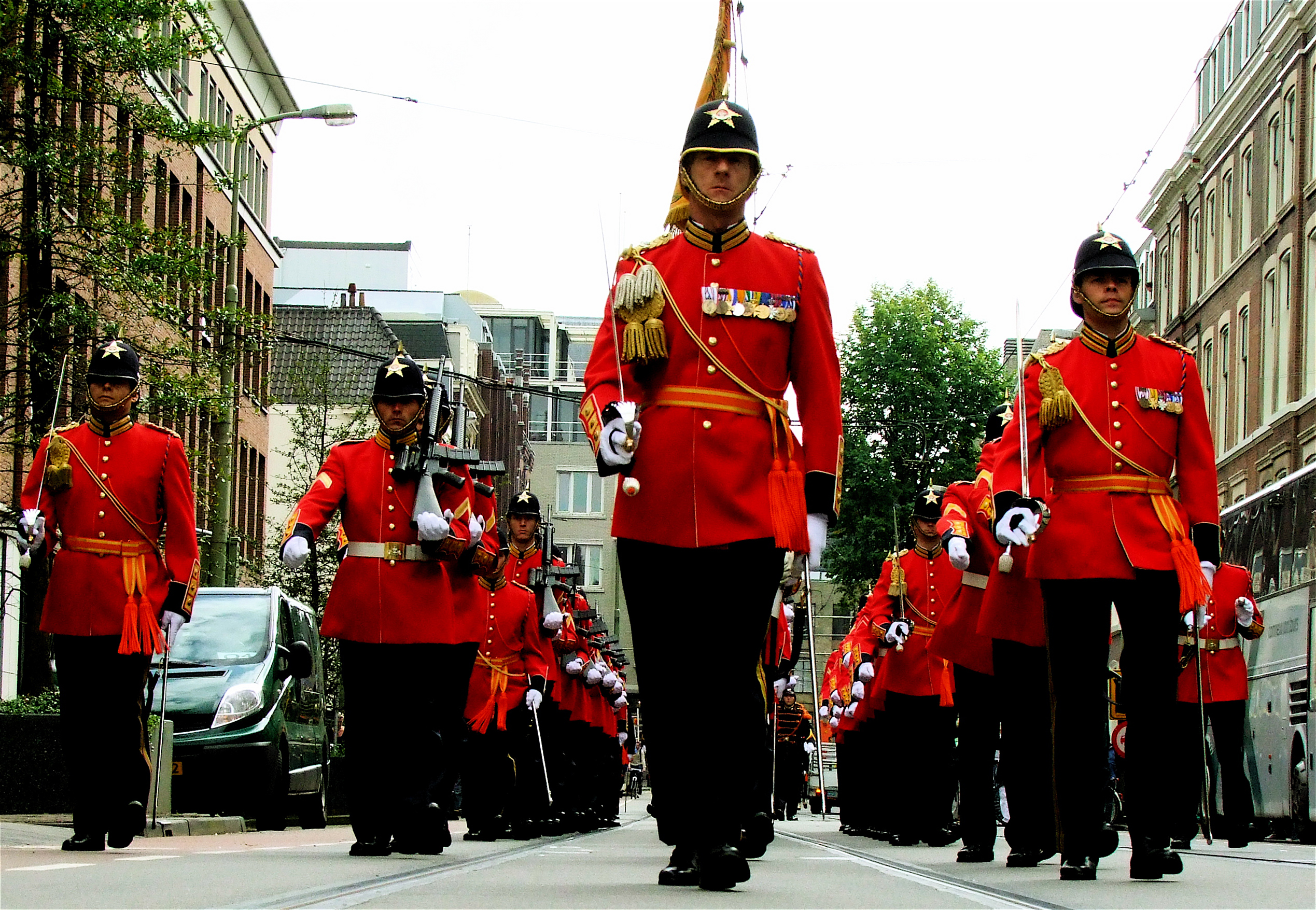
Garderegiment Fuseliers Prinses Irene in Den Haag während Prinsjesdag, 2008

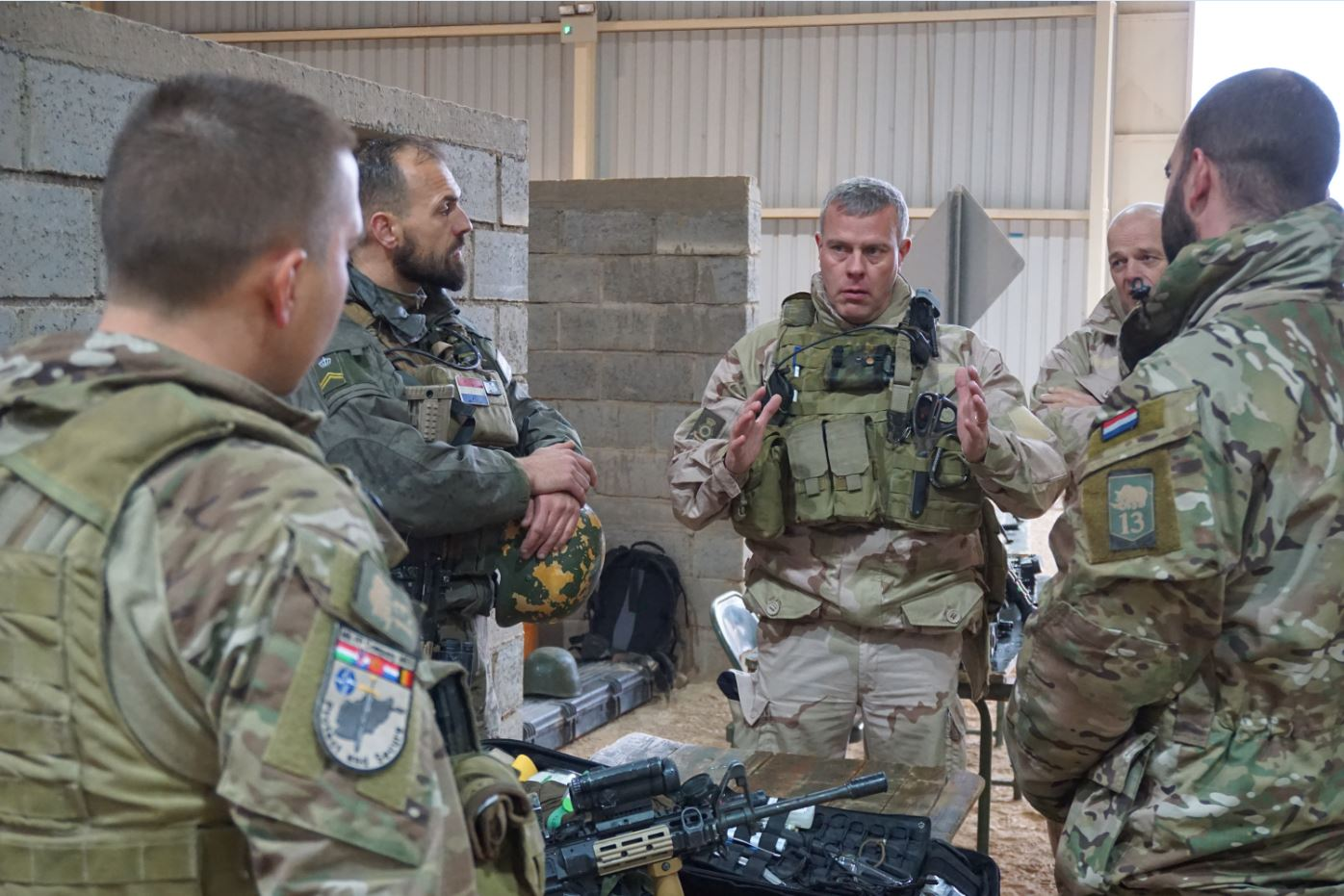
Soldaten der 13 Lichte Brigade in Mazar-i-Sharif, Afghanistan, 2018

- 13. Leichte Brigade (13 Lichte Brigade), in Oirschot[1][2]
  - 13. Stabskompanie (13 Stafcompagnie), in Oirschot
  - 17. Mechanisiertes Infanteriebataillon „Garderegiment Fuseliers Prinses Irene“ (17 Pantserinfanteriebataljon „Garderegiment Fuseliers Prinses Irene“), in Oirschot[5]
    - A, B, C Kompanie mit jeweils zwei Infanteriezügen auf Radpanzer Boxer, einem schweren Zug auf Mercedes-Benz G280 CDI-Geländefahrzeugen und einer Scharfschützengruppe
    - D Kompanie: Schwere Kompanie mit einem Aufklärungszug (Spähwagen Fennek), zwei Panzerabwehrzügen (Fennek MRAT), einem Mörserzug und dem Bataillonsstab

  - 42 Mechanisiertes Infanteriebataillon „Regiment Limburgse Jagers“ (42 Pantserinfanteriebataljon „Regiment Limburgse Jagers“), in Oirschot[6]
    - A, B, C Kompanie mit jeweils zwei Infanteriezügen auf Radpanzer Boxer, einem schweren Zug auf Mercedes-Benz G280 CDI-Geländefahrzeugen und einer Scharfschützengruppe
    - D Kompanie: Schwere Kompanie mit einem Aufklärungszug (Spähwagen Fennek), zwei Panzerabwehrzügen (Fennek MRAT), einem Mörserzug und dem Bataillonsstab

  - 30. Infanteriebataillon (30 Infanteriebataljon; Korps Nationale Reserve), in Vlissingen
    - Alphakompanie (Alfa-compagnie), in Vlissingen
    - Bravokompanie (Bravo-compagnie), in Breda
    - Charliekompanie (Charlie-compagnie), in Oirschot
    - Deltakompanie (Delta-compagnie), in Brunssum
    - Echokompanie (Echo-compagnie), in Vredepeel

  - 41. Artillerie-Abteilung (41 Afdeling Artillerie), in ’t Harde
    - Stabsbatterie (Stafbatterij)
    - A und B Batterie (A-batterij, B-batterij), mit je 9× Panzerhaubitze 2000

  - 41. Panzerpionierbataillon (41 Pantsergeniebataljon), in Oirschot
    - Stabskompanie (Stafcompagnie)
    - 411. und 412. Panzerpionierkompanie (411 Pantsergeniecompagnie, 412 Pantsergeniecompagnie)
    - ABC-Abwehrkompanie (414 CBRN Verdedigingscompagnie)

  - 42. Brigade Aufklärungskompanie „Regiment Huzaren van Boreel“ (42 Brigade Verkenningseskadron „Regiment Huzaren van Boreel“), in Oirschot mit Spähwagen Fennek
  - 13. Sanitätskompanie (13 Geneeskundige Compagnie), in Oirschot
  - 13. Instandsetzungskompanie (13 Herstelcompagnie), in Oirschot und Stroe
  - Einheit für Robotik und autonome Systeme (Robotica en Autonome Systemen cel), in Oirschot

## Ausrüstung
- Spähwagen Fennek
- Boxer
- Bushmaster
- Mercedes-Benz G280 CDI-Geländefahrzeuge
- Transportpanzer Fuchs
- Pionierpanzer AEV3 Kodiak
- Bergepanzer Büffel
- Bergepanzer 2
- Brückenpanzer
- Milrem THeMIS